# 青海森科足球俱乐部
青海森科足球俱乐部是一家位于中国青海省西宁市的已解散足球俱乐部。曾是中国足球乙级联赛的参赛球队。

## 历史
2011年，森科集团组建青海森科队参加全国足球业余联赛，并在2011赛季中获得北区决赛第七名。2012年4月17日，青海森科足球俱乐部正式挂牌成立，并聘请前国脚宋黎辉为主教练，注册参加2012年中国足球乙级联赛。
2013年11月，青海森科足球俱乐部解散。